# Frontera entre Liberia y Sierra Leona
La frontera que separa a Liberia de Sierra Leona parte de la Costa de la Pimienta, en el océano Atlántico y sigue por los ríos Mano y Morro, antes de dirigirse hacia la triple frontera que comparten ambos países con Guinea, y que se ubica al este de Koindu (Liberia). Entre 2014 y 2015 fue cerrada debido a una epidemia de ébola.